# Minzún Quina
Minzún Nelinho Quina Asín (Bellavista, 11 maggio 1987) è un calciatore peruviano, difensore dell'Unión Minas.

## Carriera

### Club
Ha giocato nella massima serie peruviana.

### Nazionale
Ha ricevuto la sua unica convocazione in nazionale per la partita del 1º settembre 2016 contro la Bolivia, valevole per le qualificazioni ai mondiali, restando però in panchina.

## Palmarès

### Club

#### Competizioni nazionali
- Campionato peruviano: 2

Sporting Cristal: 2005
Melgar: 2015